# Dalmi (métro de Séoul)
Dalmi (en coréen : 선부역) est une station de passage de la ligne Seohae du métro de Séoul. Elle est située, au 481 Seonbu-dong, dans le quartier Danwon-gu de la ville d'Ansan, incluse dans la province de Gyeonggi, au sud-ouest de Séoul, en Corée du Sud.
Ouverte en 2018, la station est desservie par les rames omnibus de la ligne.

## Situation sur le réseau

Plan du réseau du métro de Séoul (2023)

La station en souterrain Dalmi est une station de passage de la ligne Seohae du métro de Séoul : elle est située entre la station Siheung Neunggok, en direction du terminus nord Ilsan, et la station Seonbu, en direction du terminus sud Wonsi.

## Histoire
La station Dalmi est mise en service le 16 juin 2018, lors de l'ouverture à l'exploitation des 22 km de la première section de la ligne Seohae, entre Sosa et 'wonsi le terminus sud,.

## Services aux voyageurs

### Desserte
Dalmi, est desservie par les rames omnibus qui circulent sur la ligne Seohae. Elle dispose de deux voies encadrées par deux quais équipés de portes palières. Les rames ont pour terminus au nord Ilsan ou Daegok et  Wonsi  pour terminus sud.

Installations
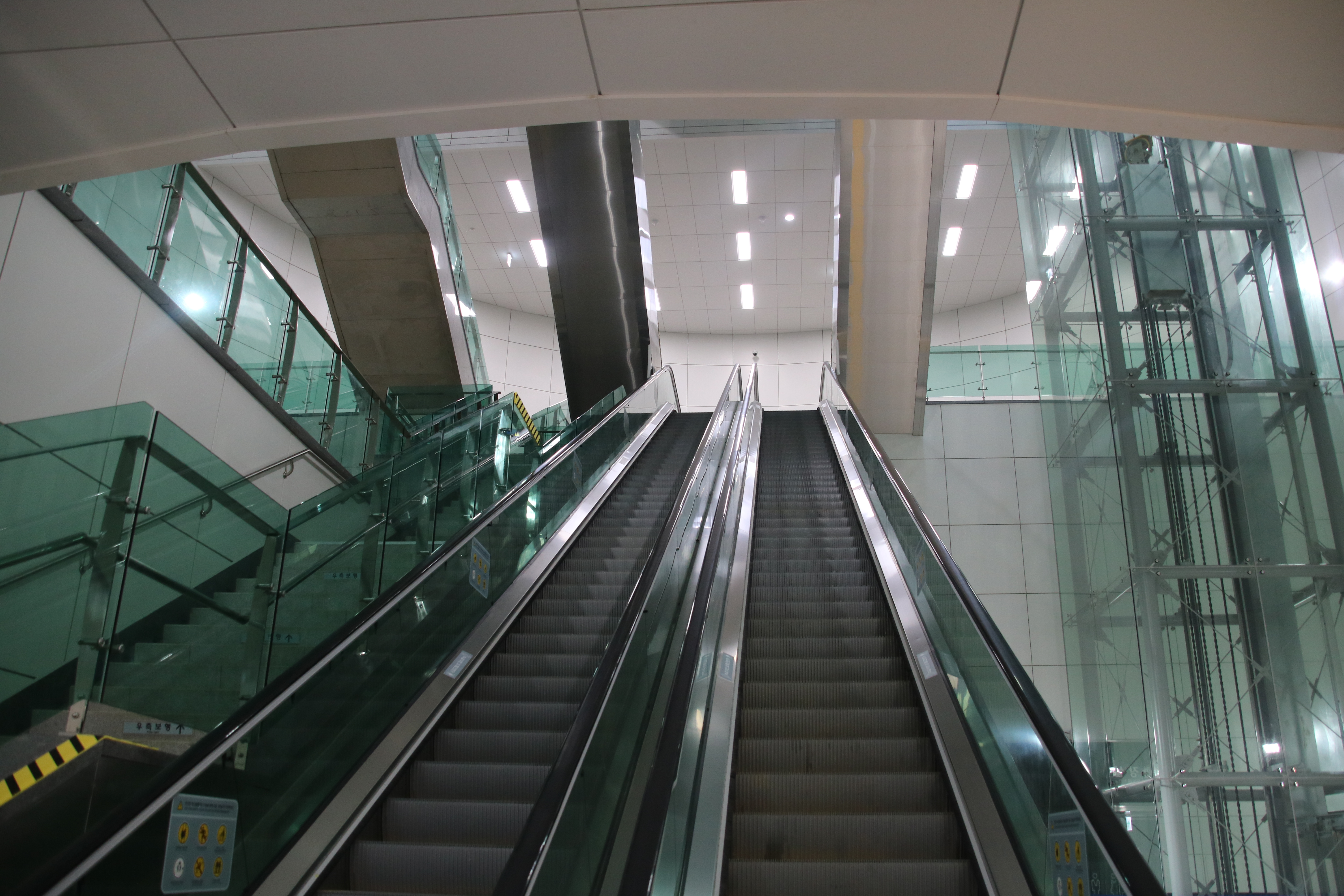
En 2018.
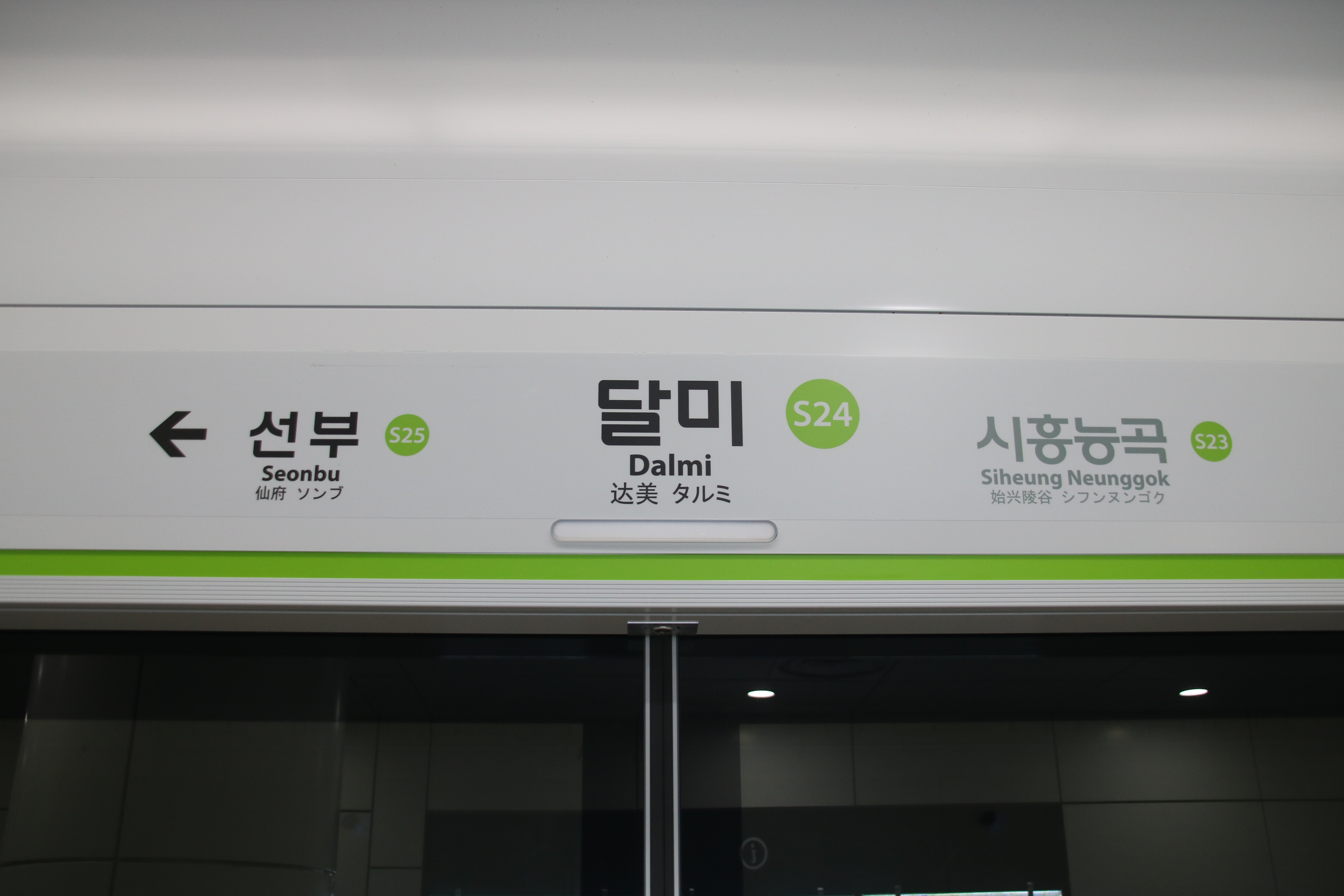
En 2018
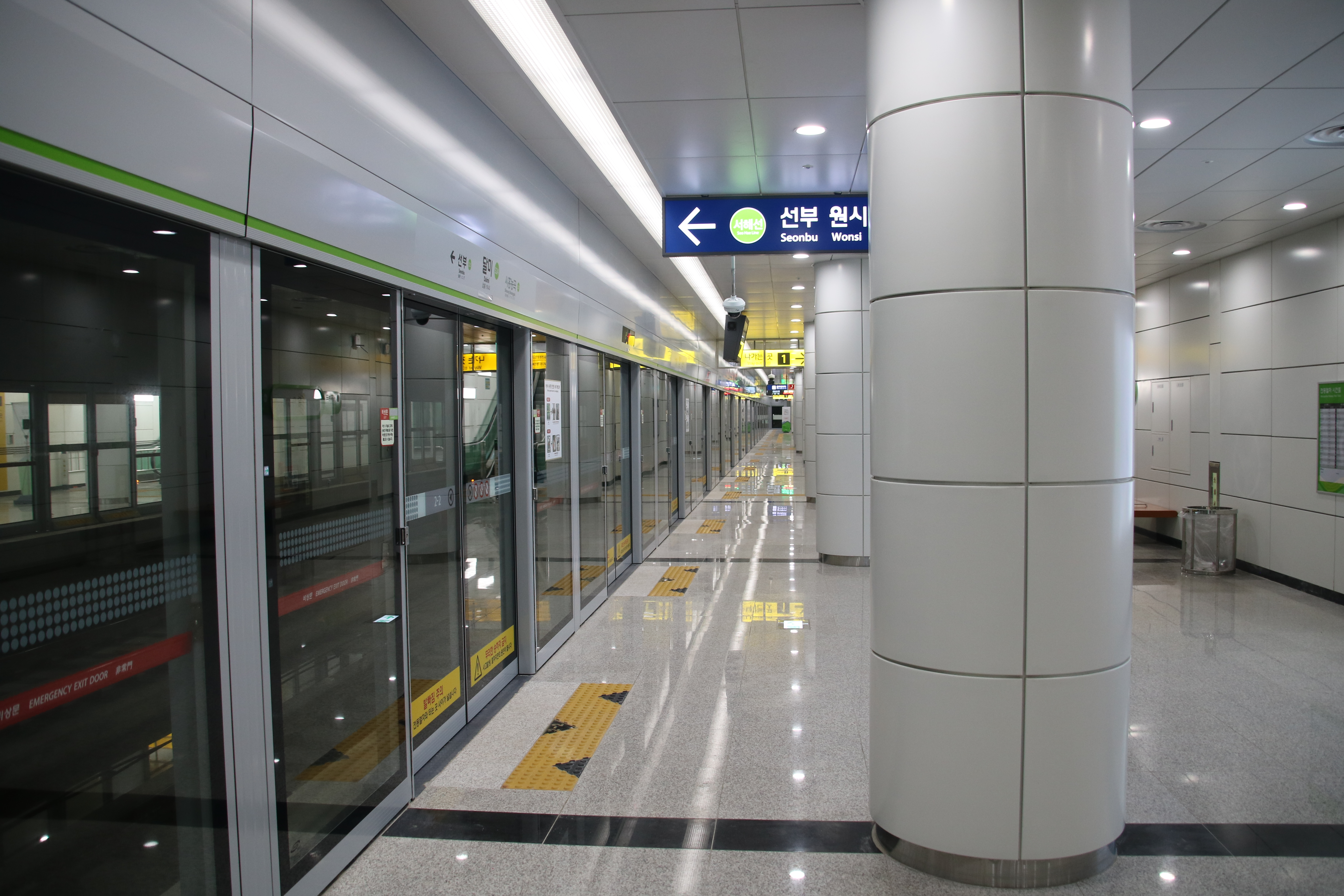
En 2018.

### Intermodalité
Des arrêts de bus sont situés à proximité.